# Monumento Natural Estadual da Pedra Grande
O Monumento Natural Estadual da Pedra Grande é uma unidade de conservação brasileira de proteção integral à natureza localizada na microrregião de Bragança Paulista, no estado de São Paulo, com território distribuído pelos municípios de Atibaia, Bom Jesus dos Perdões, Mairiporã e Nazaré Paulista.
Pedra Grande foi criada através do Decreto Nº 55.662, emitido pelo governo do estado de São Paulo em 30 de março de 2010, com um área de 3 297,01 ha, tendo como principal objetivo a preservação dos atributos bióticos, abióticos e cênicos do maciço da Pedra Grande. A administração da área está a cargo da Fundação para Conservação e a Produção Florestal do Estado de São Paulo.
O maciço da Pedra Grande, também conhecido como Pedra Grande de Atibaia, é uma montanha de 1 418 m de altitude, localizada na Serra do Itapetinga. Contando com uma superfície aproximada de 200 mil m², é, certamente, o maior responsável pela atração de turistas à região, não somente por oferecer um espaço aberto aos praticantes de esportes ao ar livre, mas também pela sua beleza cênica, objeto de momentos de simples contemplação.

## Histórico
A Serra de Atibaia ou de Itapetinga, localizada em Atibaia e Bom Jesus dos Perdões, incluindo o seu domo, o maciço da Pedra Grande, foi tombada pelo Conselho de Defesa do Patrimônio Histórico, Arqueológico, Artístico e Turístico (CONDEPHAAT) em 6 de julho de 1983, através da Resolução 14 da Secretaria da Cultura do Estado de São Paulo, tendo sida inscrita no Livro do Tombo Arqueológico, Etnográfico e Paisagístico à página 304, em 1 de setembro de 1986.  O setor tombado à época correspondia à face da Serra voltada para a cidade de Atibaia, e incluía os baixos patamares do piemonte, que funcionam como obstáculo à proliferação de loteamentos predatórios e atividades incompatíveis com a criticidade geomorfológica, pedológica e hidrológica da Serra.
Através do Decreto nº 55.662, emitido pelo governo do estado de São Paulo em 30 de março de 2010, foram criadas quatro novas unidade de conservação, todas integrantes do Contínuo da Cantareira: parques estaduais de Itaberaba e de Itapetinga, Monumento Natural Estadual da Pedra Grande e a Floresta Estadual de Guarulhos, passando a proteger conjuntamente uma área de 28 600 ha.

## Atrativos
O local é frequentado por praticantes de atividades ao ar livre, como asa delta, paraglider, parapente, escalada, rapel, mountain bike, camping, trekking (enduro a pé, enduro de regularidade ou rally a pé), hiking, downhill, arborismo, corrida de montanha, motocross, bicicross, balonismo, quadriciclo e jipe. Serve como um magnífico mirante para toda Atibaia e regiões vizinhas. É comum  a presença de observadores de astros, constelações, satélites, estrelas e chuvas de meteoros em madrugadas de lua nova.
A partir da Pedra Grande é possível, em dias com boa visibilidade, observar as cidades de Bragança Paulista, Piracaia, Bom Jesus dos Perdões, Jundiaí, Nazaré Paulista e São José dos Campos, além de outros pontos culminantes, como o Pico do Jaraguá em São Paulo, Serra do Japi em Jundiaí, Pico do Lopo em Extrema/Joanópolis e Pico do Selado em Camanducaia/Monte Verde.
Praticantes de radiestesia e cristalterapia costumam considerar a Pedra Grande um santuário, acreditando que ela possui alto poder energético para fins medicinais e terapêuticos devido a vibração do quartzo em sua formação.
Próximo ao local existe o Rádio Observatório de Itapetinga - Localizado no sítio astronômico de mesmo nome. É muito utilizado por estudantes, pesquisadores e engenheiros do INPE – (Instituto Nacional de Pesquisas Espaciais), Universidade Mackenzie, USP e outras instituições dedicadas ao estudo de astrofísica e geofísica.
A Pista de Pouso de Asa Delta é outro atrativo aos pés da montanha, com várias escolas de voo livre, é possível fazer desde cursos de voo com asa delta, parapente, paraglider, balão, até voos panorâmicos nestas modalidades, inclusive para descer da montanha apreciando os céus de Atibaia.
Para quem quer experimentar uma maior integração com a Pedra Grande, existem pousadas em seu entorno que oferecem serviços de hospedagem, alimentação, guia e atividades na natureza.
Devido a facilidade de se chegar muito próximo do cume de carro e possuir uma paisagem deslumbrante, é muito comum a Pedra Grande servir de cenário e locação de filmes, comerciais, fotografia de natureza e publicitária, e até mesmo para ensaio fotográfico de moda, noivado e casamento.

## Formação Geológica
Através das pesquisas do geólogo John Simon Molyneux, da Inglaterra, concluiu-se que a formação da Pedra Grande data de 600 milhões de anos, já se encontrando a 30 km abaixo do nível do mar.
Com os movimentos tectônicos na Era Mezozoica, as placas terrestres se chocaram, dando origem às montanhas.
Segundo suposição do geólogo, a grande pedra localiza-se entre o Atlântico e o mar de dentro, aflorando por volta de 65 milhões de anos atrás.
Hoje a Pedra Grande localiza-se a 1 418 m de altitude e tem 650 m de altura em relação ao espaço circundante, 250 m metros a mais que o Pão de Açúcar.

## Composição
Sua composição é basicamente de Microclina (40%) e quartzo (35%); e em porcentagens menores encontram-se ainda apatita (5%), zircão (5%), epídoto (5%), carbonato (5%) e sericita (5%).

## Acessos
Existem dois acessos principais que levam ao cume da Pedra Grande, um para carros e outros através de trilhas :
Acesso para carros: No Km 65 da Rodovia D. Pedro I - SP-065 , no retorno que também serve de entrada para Piracaia e Joanópolis, entre no sentido contrário a Piracaia, seguindo sinalização indicativa para Pedra Grande, entre em uma rua de terra. A partir desse ponto siga em frente por um pequena estrada de terra, devem existir placas indicativas, caso não tenha deve-se ficar atento a última bifurcação e pegar a direita. O trajeto possui aproximadamente dez quilômetros e termina no platô que serve de rampa natural de asa delta, já quase no cume da Pedra Grande.
Acesso via trilhas: Existem três trilhas principais catalogadas, que levam ao cume da Pedra Grande e que podem se feitas de dia ou a noite. Todas partem a partir de um mesmo ponto, situado no final do Condomínio Arco-Íris, bairro que fica em frente a pista de  Pouso de Asa Delta.
As três trilhas são: Minha Deusa (aprox. 2,4 km), Mangueira (aprox. 2,6 km) e Monges (aprox. 3 km), que seguem caminhos: à esquerda, centro e direita a partir de seu início comum.
O ideal para subidas pelas trilhas é sair cedo e sempre levar água para evitar desidratação, protetor solar, repelente de carrapatos, calça comprida, luvas de palmas grossas, boné ou chapéu, óculos escuros, lanche de trilha ou fruta. Leve também um saco de lixo para recolher o lixo gerado por você e por outros frequentadores que não recolhem seu próprio lixo, máquina fotográfica e bastão de caminhada. É comum avistar cobras e lagartos no caminho. Prefira subir em grupos. No alto da Pedra Grande o vento costuma ser frio, esta sensação de frescor faz seus frequentadores esquecerem de continuar utilizando protetor solar, provocando queimaduras depois de uma longa exposição ao sol.
Nas trilhas Minha Deusa e Mangueira, tem-se duas nascentes de água, nem sempre é apropriada para consumo "in natura" (levar cloro). Caso suba pela trilha dos Monges (considerada a mais bonita e difícil), deve-se retornar uns quinze minutos quando esta se encontra com a trilha da Mangueira para se ter acesso à nascente.
A data de 1º de maio é tradicionalmente o dia do ano em que a Pedra Grande recebe mais visitantes, por isso é comum nesta data encontrar muito lixo nas trilhas, garrafas quebradas, restos de comida, carros com som alto, excesso de pessoas e veículos. Evite esta data caso queira obter uma experiência mais contemplativa e relaxante.

## Galeria de Imagens

Galeria de Imagens
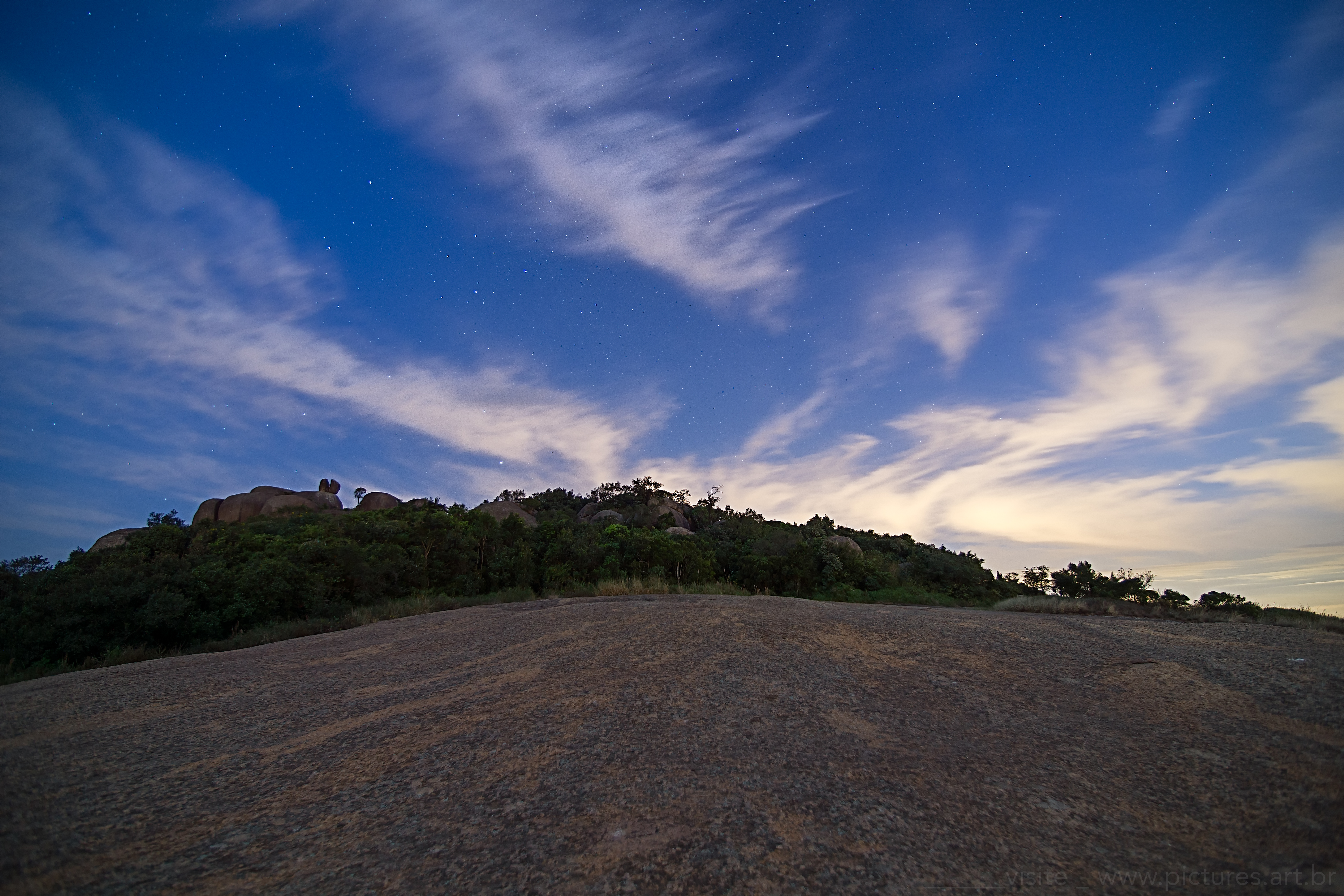
O início da noite na Pedra Grande
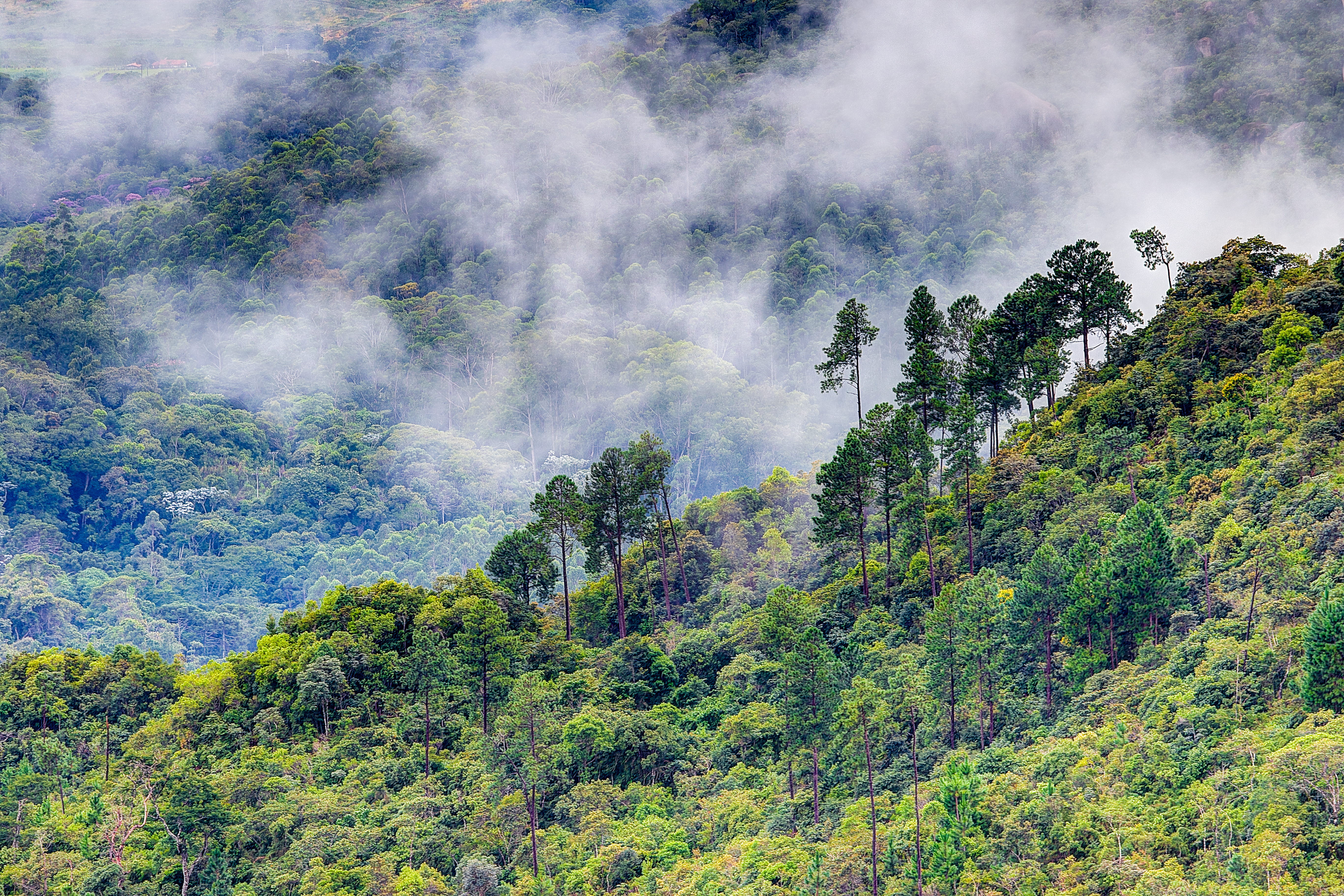
Neblina na mata
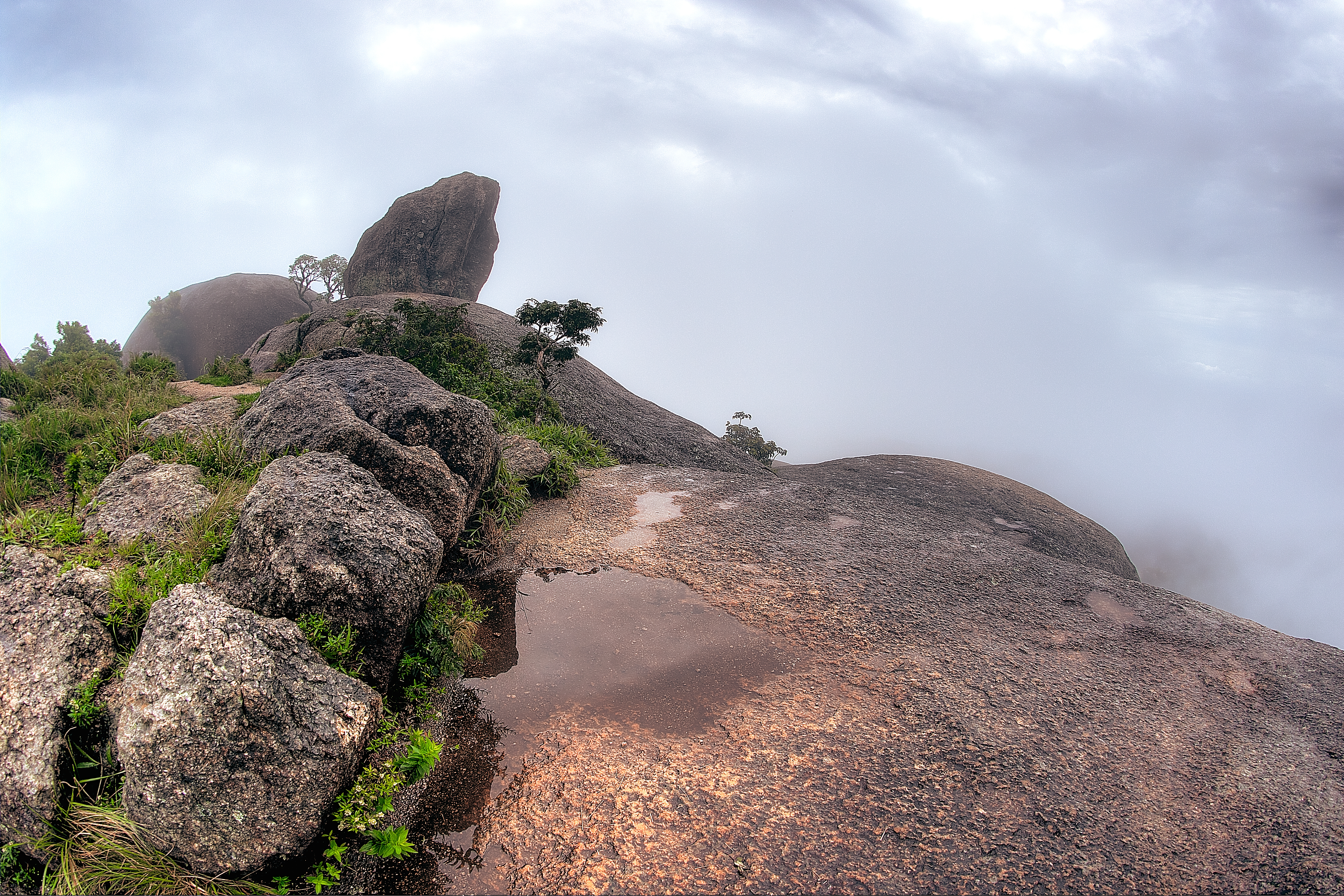
Muita neblina na Pedra Grande
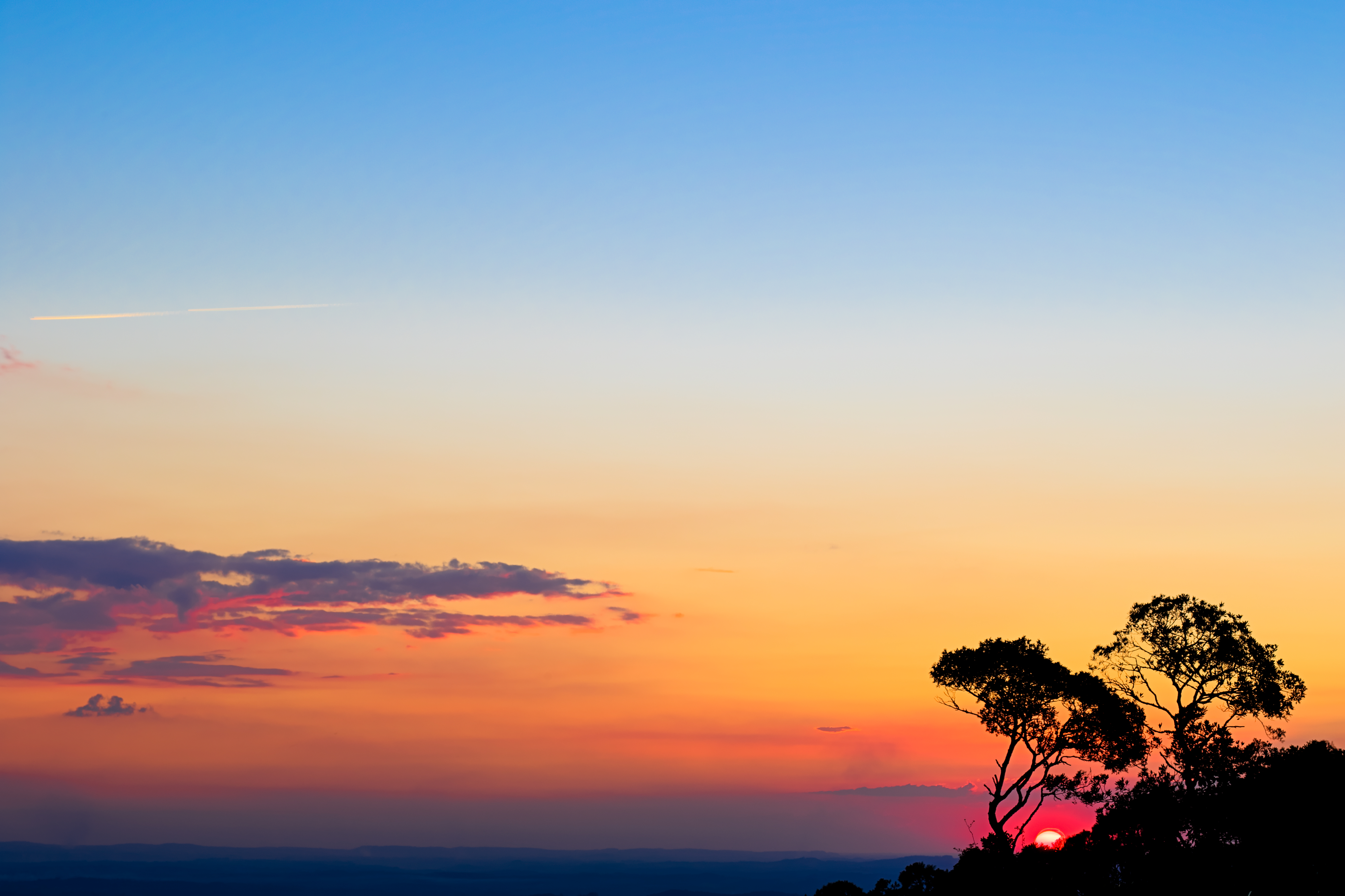
Pôr do Sol visto da Pedra Grande
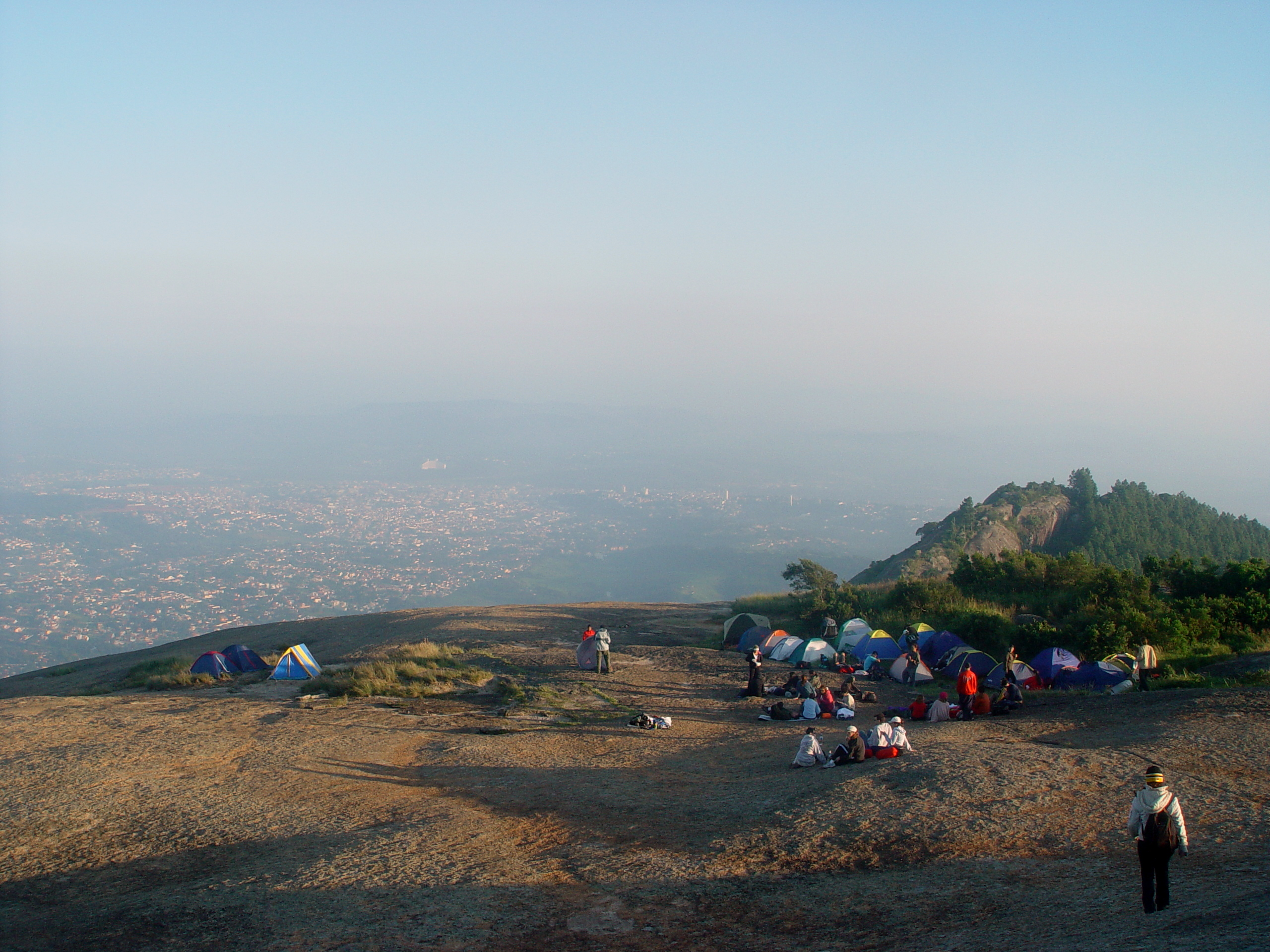
Camping sobre a Pedra Grande
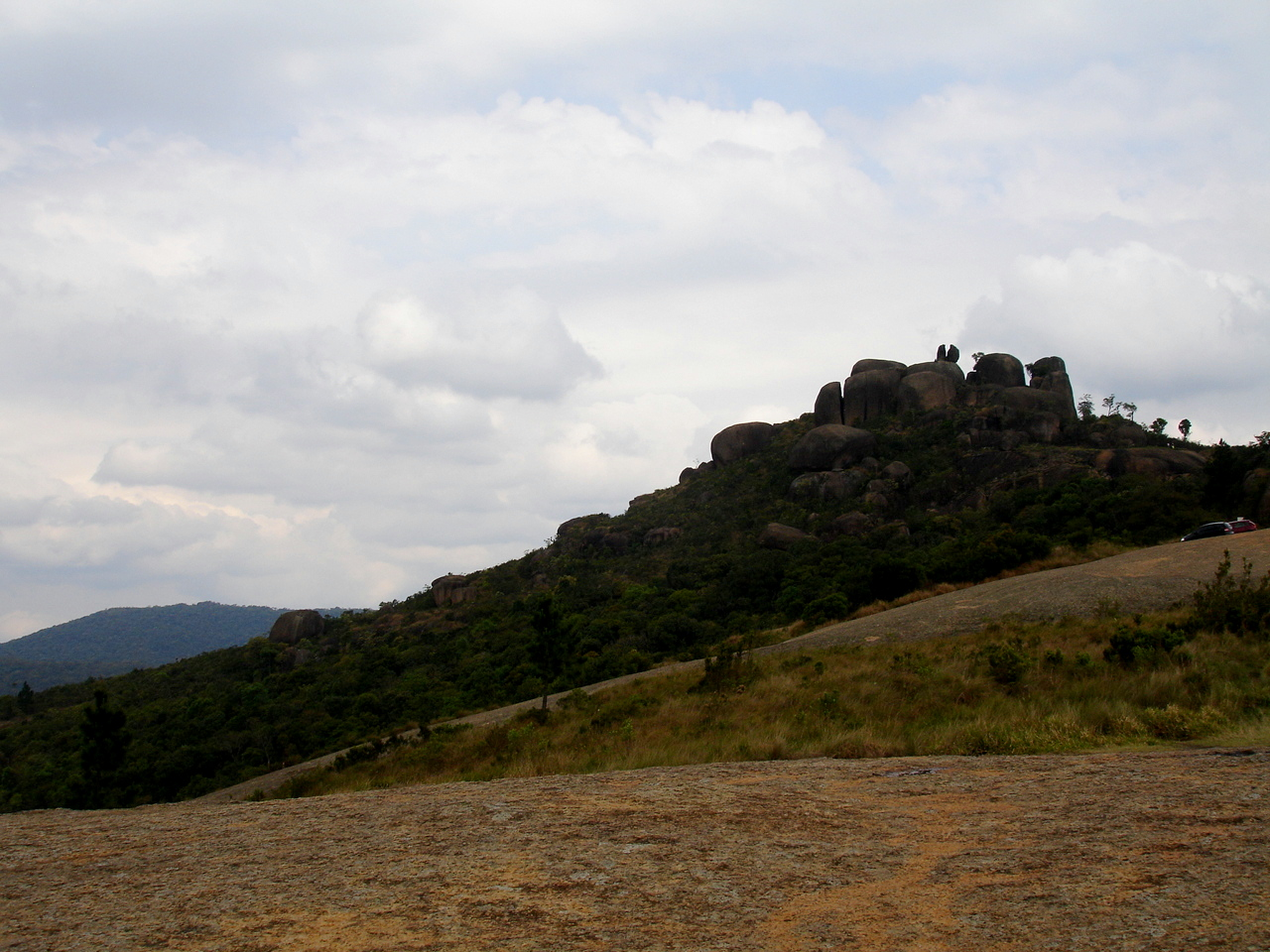
Perfil do Cume
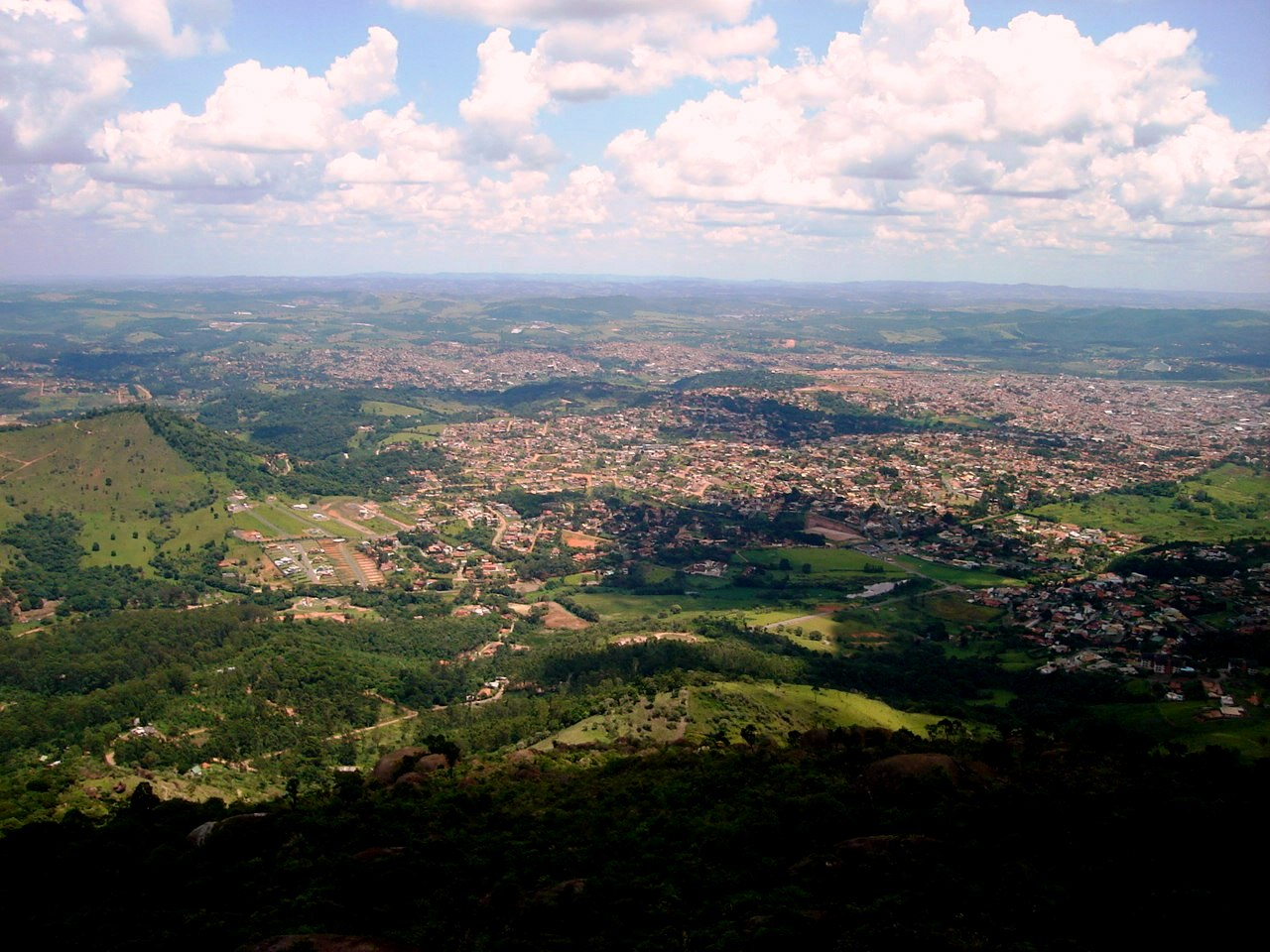
Visão da Cidade de Atibaia
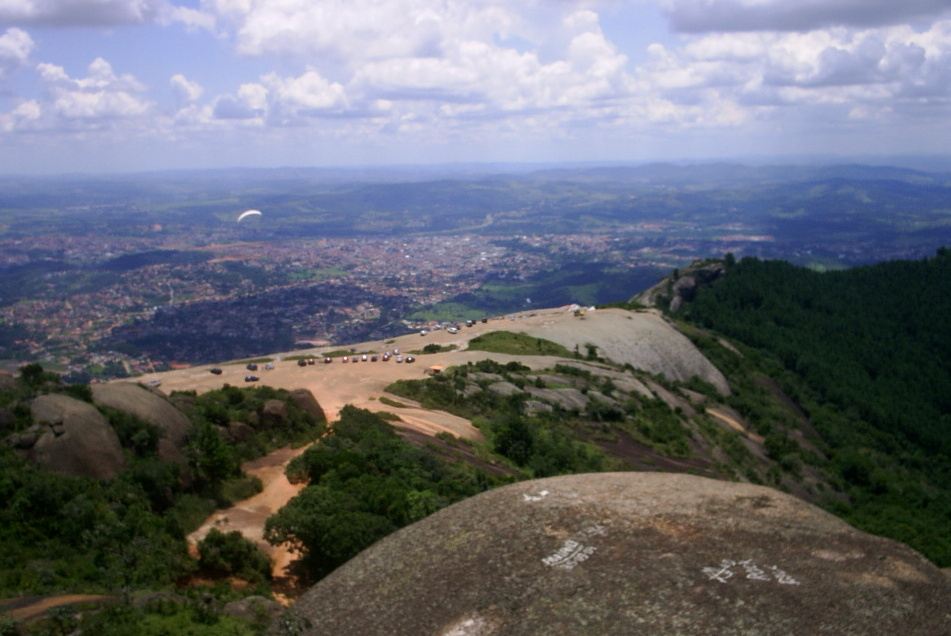
Visão da rampa de voo livre a partir do cume
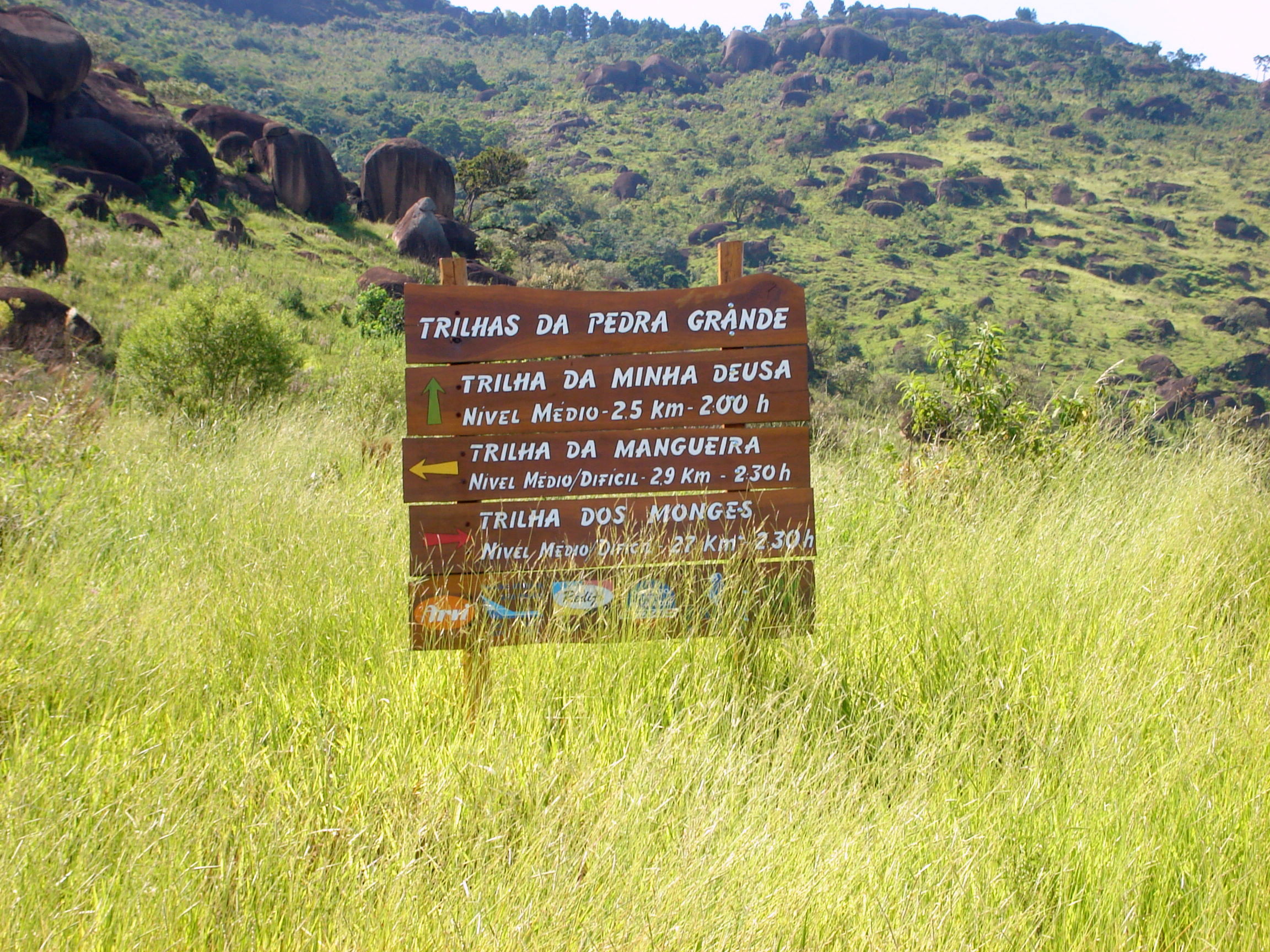
Início das trilhas dentro do Bairro e condomínio Arco Íris